# Gdynia Główna
Gdynia Główna, dříve pojmenovaná Gdynia Główna Osobowa, je hlavní nádraží v Gdyni v severním Polsku, Pomořském vojvodství.

## Historie

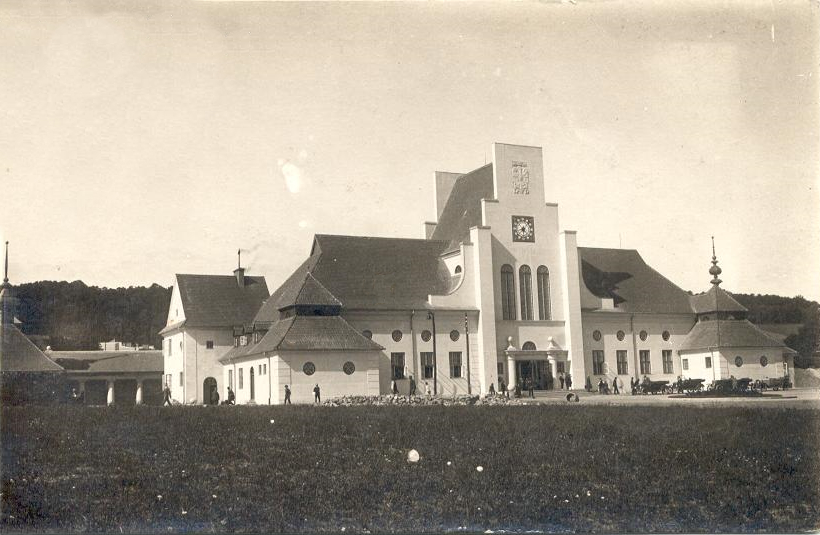
Nádražní budova v roce 1926

První železniční stanice postavená v centru města, byla otevřena v roce 1894. S rozvojem námořního přístavu v Gdaňském zálivu byla v letech 1923-1926 postavena nová nádražní budova, kterou navrhl Romuald Miller.
Po zničení této nádražní budovy za druhé světové války byla postavena v padesátých letech nová, kterou navrhl Wacław Tomaszewski. Tato stavba je jedinečnou kombinací socialistického realismu a moderní architektury.
V nádražní budově jsou dochovány mozaiky z roku 1957: fotografie - první, druhá, třetí, čtvrtá, pátá. Autorem byl Juliusz Studnicki z Akademie výtvarných umění v Gdaňsku. V roce 2008 byla nádražní budova zapsána mezi historické památky.

## Obecný přehled
Nádražní budova má dva hlavní vchody, mezi kterými je umístěna výdejna jízdenek, s jednotlivými nástupišti je propojena podchody. Areál hlavního nádraží obsluhují také trolejbusy a autobusy.

## Železniční doprava
Příměstská železnice na samostatné síti společnosti PKP Szybka Kolej Miejska w Trójmieście (zkráceně SKM, je současně dopravcem i provozovatelem dráhy) slouží především pro spojení s městy Gdaňsk, Sopoty, Gdyně, Rumia, Reda a Wejherowo. V mnohem menší míře osluhuje také Lębork, Słupsk, Pruszcz Gdański, Tczew a jejich okolí.
Gdyňské hlavní nádraží obsluhují také dálkové vnitrostátní spoje, jedoucí například do Varšavy - (Warszawa Zachodnia, Warszawa Centralna, Warszawa Wschodnia), Katovic, Kolobřehu, Krakova - (Kraków Główny), Lublinu - (Lublin Główny), ale i města Hel, které se nachází u Baltského moře na špici Helské kosy.[zdroj?] Spoje do Prahy hl. n. se označují jako Baltic express.

## Galerie

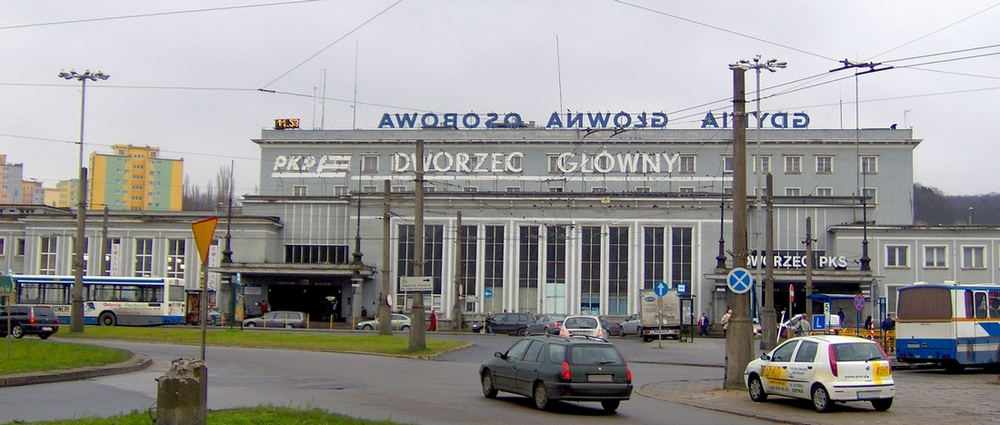
Staniční budova
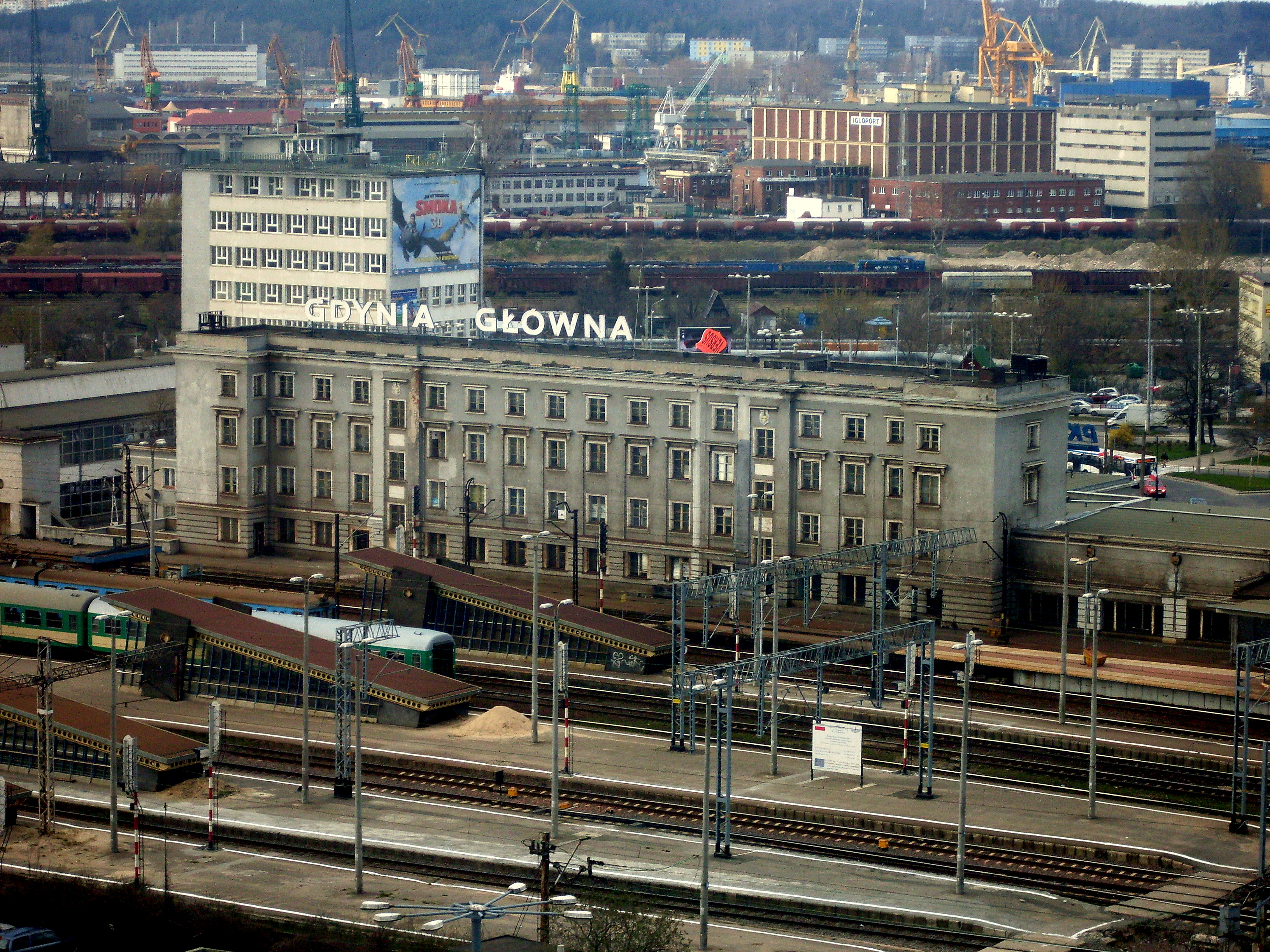
Staniční budova
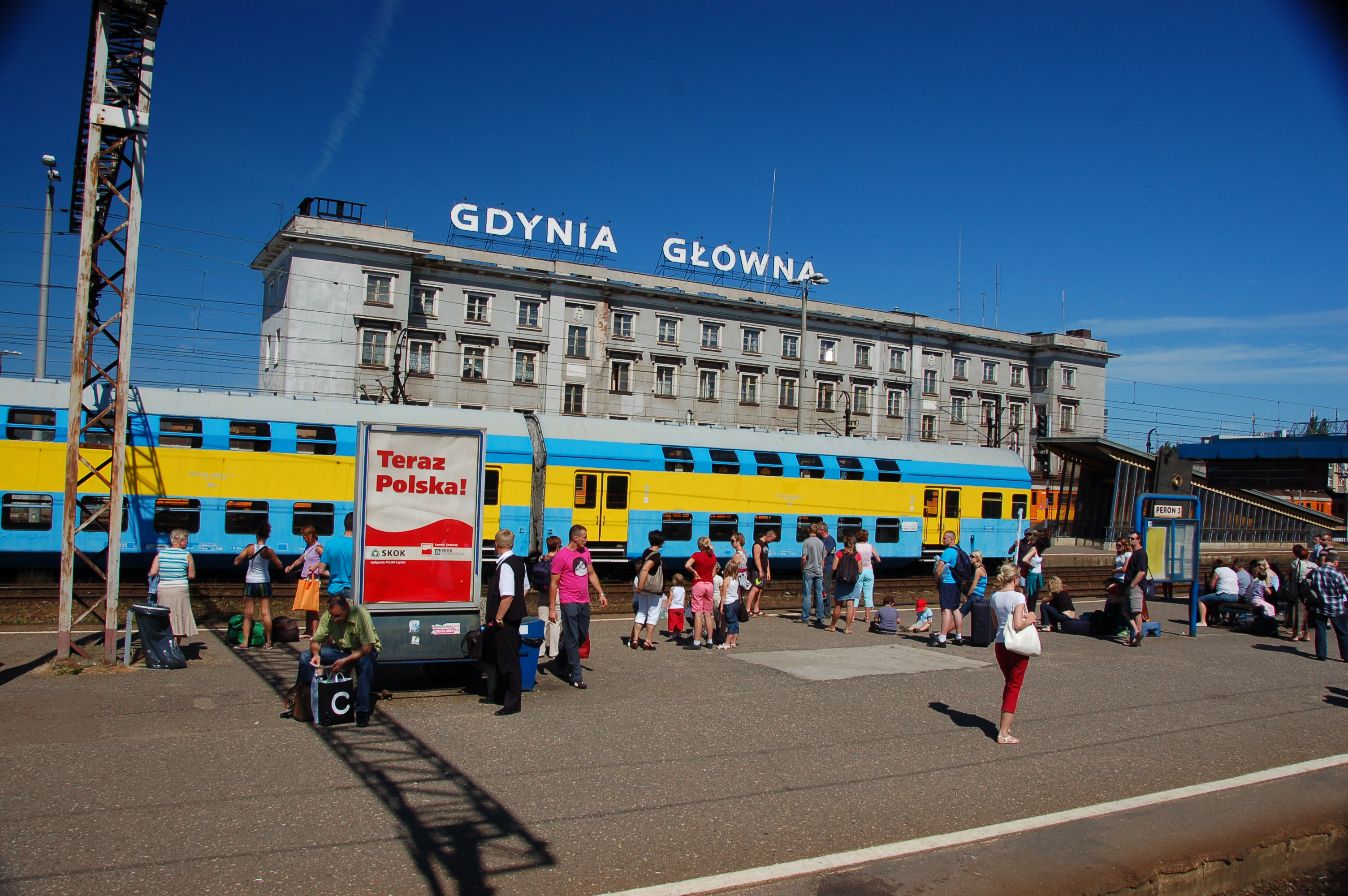
Nástupiště
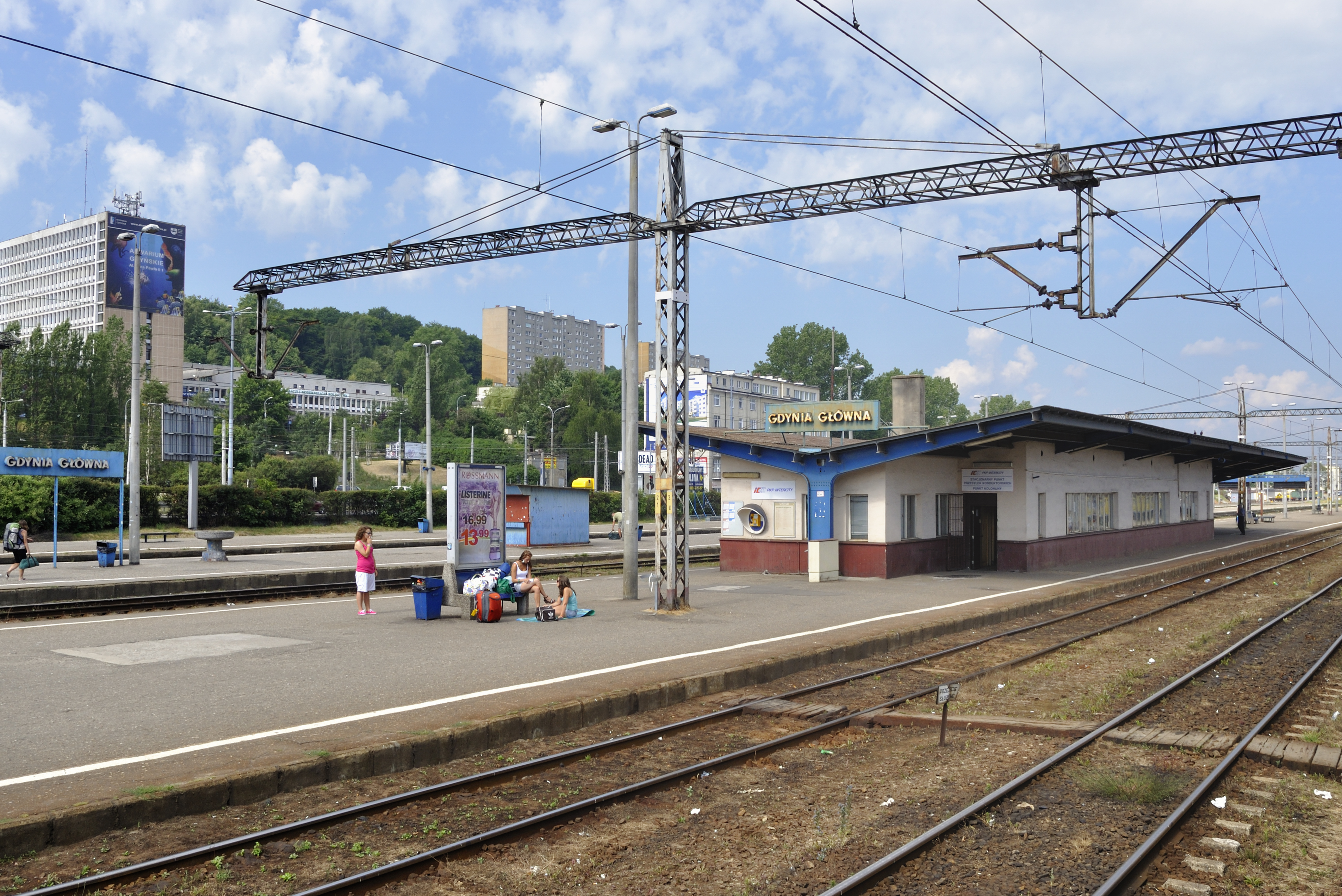
Nástupiště